# جو جونغ سوك
جو جونغ سوك  (الكورية: 조정석، الهانجا: 曺 政 奭؛ ولد في 26 ديسمبر 1980 بسول) هو ممثل جنوب كوري بدأ مسيرته كممثل مسرحي بأداء بطولة العديد من المسرحيات الغنائية والمسرحيات الكورية الأخرى المقتبسة من الفلكلور الشعبي العالمي مثل صحوة الربيع (Spring Awakening)، Hedwig and the Angry Inch، وThe Harmonium in My Memory وغيرها
وبعد ما يقرب عن عقد من الزمن على خشبة المسرح، قدم جو سنة 2012 أول أفلامه كممثل كوميدي في دور ثانوي من خلال فيلم العمارة 101. وبسبب تعدد مواهبه عرضت عليه العديد من الأعمال الدرامية التلفزيونية الكورية التي ٱشتهر من خلالها مثل مسلسل أنت الأفضل إي سن شن (2013) ومسلسل يا شبحي (2015)، فضلا عن أفلام ناجحة بإرادت عالية كفيلم قارئ الوجه (2013), حبيبتي، عروستي (2014), Time Renegade (2016) , The Exclusive: Beat the Devil's Tattoo) .

## حياته الشخصية
في فبراير 2015 أكدت وكالة الممثل أنه يواعد المغنية الكورية غامي منذ عام 2013.

## أعماله

### مسلسلات
| سنة  | عنوان                   | دور                     | قناة       |
| ---- | ----------------------- | ----------------------- | ---------- |
| 2011 | ?What's Up              | كيم بيونغ غون           | إم بي إن   |
| 2012 | ملك في حيرة ‏            | يون شي كيونغ            | إم بي سي   |
| 2013 | أنت الأفضل لي سون شين   | شين جون-هو              | كي بي إس 2 |
| 2015 | يا شبحي (مسلسل)         | كانغ سون وو             | تي في إن   |
| 2016 | الغيرة المتجسدة (مسلسل) | لي هوا شين              | سي بي سي   |
| 2017 | شرطيان (مسلسل)          | تشا دونغ تاك            | إم بي سي   |
| 2019 | زهرة نكودو              | اي كانغ                 | إس بي إس   |
| 2020 | قائمة تشغيل المستشفى    | لي إيك جون (موسم 1ّ ~ 2) | تي في إن   |
| 2024 | سيجاك، المفتون          | لي إن                   | تي في إن   |

### أفلام
| سنة  | عنوان                                  | دور                          |
| ---- | -------------------------------------- | ---------------------------- |
| 2012 | العمارة 101                            | Nabddeuki                    |
| 2012 | Almost Che                             | هوانج يونج مين / كانغ مون مو |
| 2013 | قارئ الوجه (فيلم)                      | Paeng-heon                   |
| 2014 | اللقاء الفادح (فيلم)                   | سال سو                       |
| 2014 | حبيبتي، عروستي                         | يونغ مين                     |
| 2015 | The Exclusive: Beat the Devil's Tattoo | هيو مو هيوك                  |
| 2016 | Time Renegade                          | جي هوان                      |
| 2016 | الأخ الأكبر (فيلم)                     | دو سيك                       |

### ضيف شرف
| السنة | عنوان                        | القناة     | الملاحظات                                                                    |
| ----- | ---------------------------- | ---------- | ---------------------------------------------------------------------------- |
| 2008  | Sang Sang Plus               | كي بي إس 2 | ضيف الحلقة 188، مع جونغ ونغ ان، سونغ جي رو، أو مان سوك                       |
| 2012  | راديو ستار (برنامج تلفزيوني) | إم بي سي   | ضيف الحلقة 301، مع كيم ان كوون وكوون سانغ هيون                               |
| 2013  | Happy Together ‏              | كي بي إس 2 | ضيف الحلقة 297، مع المغنية لي جي يون (IU) ، يو إن نا، سون تاي يونغ، وجونغ وو |
| 2014  | راديو ستار (برنامج تلفزيوني) | إم بي سي   | ضيف الحلقة 384، مع سونغ تشانغ إيوي، أوه جونغ هيوك، جانغ سونغ جو              |
| 2014  | رانينغ مان                   | سي بي سي   | ضيف الحلقة 215، مع شين مين آه                                                |
| 2015  | Happy Together ‏              | كي بي إس 2 | ضيف الحلقة 419 مع الممثل باي سيونغ وو                                        |
| 2016  | Youth Over Flowers           | تي في إن   | جل الأعضاء                                                                   |

## مسرح
| السنة     | عنوان                            | دور            |
| --------- | -------------------------------- | -------------- |
| 2004      | كسارة البندق                     |                |
| 2005      | Nunsense A-Men ‏                  | الأخت ماري ليو |
| 2005-2006 | Grease                           | Roger          |
| 2006      | Kingdom of the Wind              | Ho-dong        |
| 2006      | Le Passe-Muraille ‏               | Newsvendor     |
| 2006      | You're a Good Man, Charlie Brown | Charlie Brown  |
| 2006-2007 | Hedwig and the Angry Inch ‏       | Hedwig         |
| 2007      | All Shook Up ‏                    | Chad           |
| 2007      | First Love                       | Hae-soo        |
| 2007      | Pump Boys and Dinettes           | Jim            |
| 2007-2008 | Le Passe-Muraille ‏               | Newsvendor     |
| 2008      | Evil Dead ‏                       | Ash            |
| 2008      | لحن في ذاكرتي                    | Kang Dong-soo  |
| 2008      | جوهرة القصر                      | جو غوانغ جو    |
| 2008      | Hedwig and the Angry Inch ‏       | Hedwig         |
| 2009      | The Island ‏                      | John           |
| 2009-2010 | Spring Awakening ‏                | Moritz         |
| 2010-2011 | True West ‏                       | Austin         |
| 2011      | Hedwig and the Angry Inch ‏       | Hedwig         |
| 2011      | ذا فاجينا مونولوغز               |                |
| 2012      | Cult Holrangjeok Show            |                |
| 2014      | Blood Brothers ‏                  | Mickey         |
| 2016      | Hedwig and the Angry Inch ‏       | Hedwig         |

## أغاني
| Year | Song Title | From the Album                            |
| ---- | --- | ----------------------------------------- |
| 2006 | "Sugar Daddy ‏" "Angry Inch ‏" | Hedwig and the Angry Inch ‏ cast recording |
| 2007 | "첫사랑" "멋진키스" "아버지가 좋아요" "너의 바다는" "하지만 나는 안가" "해수의 바다" "아직 늦지 않았어" "사랑해 언제까지나"                                          | First Love cast recording                 |
| 2008 | "내 마음의 풍금" "나의 사랑 수정(Love Thema)" "웃는이유" "나비의 꿈" "아가씨" "봄이다 그치" "커피향" "응급처치" "소풍" "때려쳐" "왜" "홍연이 안 왔어요" "Springtime" | لحن في ذاكرتي cast recording              |
| 2011 | "Tear Me Down ‏" "Wig in a Box ‏" | Hedwig and the Angry Inch ‏ cast recording |
| 2012 | "푸른옷소매" | Almost Che OST                            |
| 2012 | "Might Gonna" "이루어진다" "With You" | What's Up? Japanese edition OST           |
| 2013 | "완전 사랑해요 (I Completely Love You)" | You're the Best, Lee Soon-shin OST ‏       |
| 2015 | "Gimme a Chocolate" | Gimme a Chocolate أغنية منفردة            |

## الجوائز والترشيحات
| قائمة الجوائز والترشيحات | قائمة الجوائز والترشيحات                         | قائمة الجوائز والترشيحات                                 | قائمة الجوائز والترشيحات            | قائمة الجوائز والترشيحات | قائمة الجوائز والترشيحات |
| السنة                    | الجائزة                                          | الفئة                                                    | عن عمل                              | النتيجة                  | م.                       |
| ------------------------ | ------------------------------------------------ | -------------------------------------------------------- | ----------------------------------- | ------------------------ | ------------------------ |
| 2008                     | جوائز الموسيقي الكورية في دورتها 14              | أفضل ممثل صاعد                                           | لحن في ذاكرتي                       | فوز                      | [ 6 ]                    |
| 2009                     | جوائز الموسيقي الكورية في دورتها 15              | أفضل ممثل مساعد                                          | Spring Awakening ‏                   | فوز                      | [ 7 ]                    |
| 2009                     | جوائز الموسيقي الكورية في دورتها 3               | أفضل ممثل                                                | مسرحية جوهرة القصر                  | رُشِّح                      |                          |
| 2010                     | جوائز الموسيقي الكورية في دورتها 4               | أفضل ممثل مساعد                                          | Spring Awakening ‏                   | فوز                      |                          |
| 2012                     | 6th Mnet 20's Choice Awards                      | 20's Booming Actor                                       | سكشن عمارة 101 (فيلم), ملك في حيرة ‏ | فوز                      | [ 8 ]                    |
| 2012                     | 21st Buil Film Awards                            | أفضل ممثل صاعد                                           | سكشن عمارة 101 (فيلم)               | رُشِّح                      |                          |
| 2012                     | 21st Buil Film Awards                            | أفضل ممثل صاعد                                           | سكشن عمارة 101 (فيلم)               | رُشِّح                      |                          |
| 2012                     | 49th جوائز الناقوس الكبرى                        | أفضل ممثل مساعد                                          | سكشن عمارة 101 (فيلم)               | رُشِّح                      |                          |
| 2012                     | 49th جوائز الناقوس الكبرى                        | أفضل ممثل صاعد                                           | سكشن عمارة 101 (فيلم)               | رُشِّح                      |                          |
| 2012                     | جوائز الدراما الكورية                            | أفضل ممثل صاعد                                           | ملك في حيرة ‏                        | رُشِّح                      |                          |
| 2012                     | 5th Style Icon Awards                            | نجم جديد                                                 |                                     | فوز                      | [ 9 ]                    |
| 2012                     | جوائز فيلم التنين الأزرق في دورتها 33            | أفضل ممثل صاعد                                           | سكشن عمارة 101 (فيلم)               | فوز                      | [ 10 ]                   |
| 2012                     | 20th Korean Culture and Entertainment Awards     | أفضل ممثل صاعد                                           | سكشن عمارة 101 (فيلم)               | فوز                      | [ 11 ]                   |
| 2012                     | جوائز دراما إم بي سي                             | أفضل ممثل صاعد                                           | ملك في حيرة ‏                        | رُشِّح                      |                          |
| 2012                     | جوائز دراما إم بي سي                             | جائزة أفضل ثنائي مع لي يون جي                            | ملك في حيرة ‏                        | رُشِّح                      |                          |
| 2013                     | 4th KOFRA Film Awards                            | أفضل ممثل صاعد                                           | سكشن عمارة 101 (فيلم)               | فوز                      | [ 12 ]                   |
| 2013                     | 49th جوائز بايكسانغ للفنون                       | أفضل ممثل تلفزيوني صاعد                                  | ملك في حيرة ‏                        | رُشِّح                      | [ 13 ]                   |
| 2013                     | 50th جوائز الناقوس الكبرى                        | أفضل ممثل مساعد                                          | قارئ الوجه (فيلم)                   | فوز                      |                          |
| 2013                     | جوائز الرابطة الكورية لنقاد السينما في دورتها 33 | أفضل ممثل مساعد                                          | قارئ الوجه (فيلم)                   | فوز                      |                          |
| 2013                     | جوائز فيلم التنين الأزرق في دورتها 34            | أفضل ممثل مساعد                                          | قارئ الوجه (فيلم)                   | رُشِّح                      |                          |
| 2013                     | جوائز الدراما كا بي سي                           | جائزة أكثر ممثل متميز في مسلسل درامي                     | أنت الأفضل لي سون شين (مسلسل)       | فوز                      | [ 14 ]                   |
| 2013                     | جوائز الدراما كا بي سي                           | جائزة أفضل ثنائي مع المغنية IU                           | أنت الأفضل لي سون شين (مسلسل)       | فوز                      | [ 14 ]                   |
| 2014                     | 9th Max Movie Awards                             | أفضل ممثل مساعد                                          | قارئ الوجه (فيلم)                   | رُشِّح                      |                          |
| 2014                     | مهرجان شباب كوريا في دورتها 14                   | جائزة شعبية                                              | قارئ الوجه (فيلم)                   | فوز                      |                          |
| 2015                     | 8th جوائز الدراما الكورية                        | جائزة أكثر ممثل متميز                                    | يا شبحي (مسلسل)                     | رُشِّح                      |                          |
| 2015                     | 52nd جوائز الناقوس الكبرى                        | جائزة شعبية                                              |                                     | رُشِّح                      |                          |
| 2015                     | 4th جوائز نجم أبان                               | جائزة التميز، ممثل في مسلسل قصير                         | يا شبحي (مسلسل)                     | رُشِّح                      |                          |
| 2016                     | جوائز بايكسانغ للفنون                            | أكثر ممثل شعبي (تلفزيون)                                 | يا شبحي (مسلسل)                     | رُشِّح                      |                          |
| 2016                     | جوائز بايكسانغ للفنون                            | جائزة نجمة يكيي (أكبر موقع فيديو على الانترنت في الصين). | يكيي (موقع)                         | رُشِّح                      |                          |
| 2025                     | الدورة 61 لجوائز بايكسانغ للفنون                 | أفضل ممثل                                                | طيار                                | في الانتظار              | [ 15 ]                   |

## روابط خارجية
- جو جونغ سوك على موقع IMDb (الإنجليزية)
- جو جونغ سوك على موقع روتن توميتوز (الإنجليزية)
- جو جونغ سوك على موقع روتن توميتوز (الإنجليزية)
- جو جونغ سوك على موقع ألو سيني (الفرنسية)
- جو جونغ سوك على موقع أول موفي (الإنجليزية)
- جو جونغ سوك على موقع أول ميوزيك (الإنجليزية)
- جو جونغ سوك على موقع قاعدة بيانات الفيلم (الإنجليزية)